# Promise (18禁ゲーム)
『Promise 〜プロミス〜』とは、1999年10月22日にちぇりーそふとより発売された18禁恋愛アドベンチャーゲームである。

## 概要
主人公は自分の元へやって来た少女から結婚を突然申し込まれるがとりあえず恋人ということで受け入れる。だがそこへ何人もの人から誘惑され続ける。主人公はその少女かそれとも別の女性と結末を迎えるかまでの恋愛アドベンチャーゲーム。
同じくちぇりーそふとが発売した『ヒロイン』（Heroine）とストーリーがリンクしている。なお『プロミス』は『ヒロイン』よりも後に発売されたが、ストーリー上の時間軸では『プロミス』は『ヒロイン』よりも前の話である。
提示される選択肢の中から任意の項目を選択して読み進めていく小説作品であるが、登場人物の台詞には声優による声が付いている部分（声がついているのはその多くが日常会話も含めた女性の台詞）があり、さらに選択によってエンディングなどが変わるマルチエンディングとなっている。

## ストーリー
主人公の両親は有名な医師であり、名門の家柄である大崎家の娘（大崎薫子）の治療に当たっていたことがある。その関係で主人公と大崎薫子は一緒に遊んだこともある。当時大崎薫子は、たとえ手術前でも家族が見舞いにも来ないことを寂しく感じており、さらにウェディングドレスにも憧れており、この時主人公の嫁になることを約束した。
時は流れて主人公は英語教師となり、ひよこ学園で1年A組の担任と家庭科部の顧問を受け持っていた。主人公は独身であり一人暮しをしていたのだが、そんな時突然1人の女性が主人公の家に現れた。彼女こそ成長した大崎薫子であり、主人公の父親の治療が功を奏したのか日常生活に差し支えのない状態になっていた。彼女の目的は幼い頃に交わした約束を果たすためであった。
だが純はその後何人もの女性から誘惑され続けるとは思いもしなかった。純は一体誰と結末を迎えるのか。
この後はユーザーの選択によってストーリーが変わるので省略するが、使用曲に「結婚行進曲」があることからも明らかなように主人公と大崎薫子が結婚するエンディングも存在する。

## 登場キャラクター
魚住 純（うおずみ じゅん）
主人公。ひよこ学園へ新任の教師としてやってきた。担当は英語。ある日突然見知らぬ少女に結婚を申し込まれとりあえず恋人同士になる。独身の一人暮らし。エッチ好きの非童貞。
大崎 薫子（おおさき かおるこ）
名家である大崎家の令嬢。純に結婚を申し込むが恋人ということで折れる。申し込んだ理由は純は分かっていると思ったが忘れていたため落胆する。茶道や花道、舞踊は難なくこなせるが常識や感覚が世間離れしている。純と会った当初は性知識については皆無に等しい。ひよこ学園の生徒。
松田 優子（まつだ ゆうこ）
純の同僚で同じくひよこ学園で英語を担当している教師。趣味のSMを生徒に矯正に使っている。純とは肉体関係をもったことがある。
河合 夏美（かわい なつみ）
ひよこ学園の生徒。ロリ体型であるがそこからは想像がつかないほどの天才。男には興味は無いが自作の性具などを使って他の女子生徒らをもてあそぶ。
青山 椿（あおやま つばき）
大崎家のメイドで薫子の専属メイド。名門ということもあり不釣り合いの純と薫子を別れさせようと画策する。
藤原 麗美（ふじわら れみ）
純に恋心を抱いている令嬢。薫子らを恋敵だと思い込んでおり主人公に対し画策する。
鬼無里 凛（きなさ りん）
ひよこ学園の男子生徒。だが純に恋心を抱き略奪愛を試みる。

## スタッフ
- シナリオ - ちゅんく
- 原画 - あきら

## 使用曲
著作権の切れた曲をBGMとして利用している。BGMとして使用されているのは全23曲。MIDI音源を使って再生する。MIDI音源が接続されていない場合はBGMの再生が行われない。なお本来はピアノ用でない曲もピアノアレンジされている。『プロミス』の音楽鑑賞モードにもその旨が書いてある他、各曲の簡易的な説明もなされている。
組曲「ペレアスとメリザンド」より「シシリエンヌ」
ガブリエル・フォーレ作曲
「アラベスク第1番」
クロード・ドビュッシー作曲
「小組曲」より「小舟にて」
クロード・ドビュッシー作曲
「幻想交響曲」第2楽章
Ｈ．ベルリオーズ作曲
「アルルの女」第2組曲より「メヌエット」
ジョルジュ・ビゼー作曲
協奏曲集「和声と創意への試み」より「春」第1楽章
アントニオ・ヴィヴァルディ作曲
バレエ「コッペリア」または「エナメルの眼をした娘」より「ヴァルス」
レオ・ドリーブ作曲
3つのジムノペディ 第1番
エリック・サティ作曲
「プレリュード第1集」より「亜麻色の髪の乙女」
クロード・ドビュッシー作曲
「カルメン」より「ハバネラ」
ジョルジュ・ビゼー作曲
「真夏の夜の夢」より「結婚行進曲」
フェリックス・メンデルスゾーン作曲
ピアノソナタ第8番「悲愴」第2楽章
ルートヴィヒ・ヴァン・ベートーヴェン作曲
「クラリネット協奏曲K.622」第1楽章
ヴォルフガング・アマデーウス・モーツァルト作曲
「クラリネット協奏曲K.622」第3楽章
ヴォルフガング・アマデーウス・モーツァルト作曲
「フルート四重奏曲K.285」第1楽章
ヴォルフガング・アマデーウス・モーツァルト作曲
「24のプレリュード」作品28-15「雨だれ」
フレデリック・ショパン作曲
ワルツ 作品64-1「子犬のワルツ」
フレデリック・ショパン作曲
「ハンガリアン舞曲第１番」
作曲者不明、ヨハネス・ブラームス編曲
「交響曲第3番ヘ長調」第3楽章
ヨハネス・ブラームス作曲
セレナーデ
フランツ・ペーター・シューベルト作曲
バレエ「くるみ割り人形」より「花のワルツ」
ピュートル・イリイチ・チャイコフスキー作曲
交響詩「死の舞踏」作品40
カミーユ・サン=サーンス作曲
「スラブ舞曲」作品72より「マズルカ」
アントニン・ドヴォルザーク作曲